# Adam Rodríguez
Adam Michael Rodríguez (ur. 2 kwietnia 1975 w Yonkers) – amerykański aktor, reżyser i scenarzysta pochodzenia portorykańskiego i kubańskiego.

## Życiorys

### Wczesne lata
Urodził się w Yonkers w stanie Nowy Jork jako syn Janet, agentki biletów lotniczych i Ramona Rodrígueza, dyrektora wykonawczego w Latynoamerykańskiej Izbie Handlowej w Stanach Zjednoczonych. W 1993 ukończył Clarkstown North Senior High School. Trenował baseball.

### Kariera
Karierę w show biznesie zapoczątkował od udziału w reklamie Coca-Coli. Wkrótce pojawił się w jednym z odcinków serialu ABC Nowojorscy gliniarze (1997), a także jako podglądacz w teledysku Jennifer Lopez do utworu pt. „If You Had My Love” (1999). Grał w serialach: CBS Brooklyn South (1997-1998) jako oficer Hector Villanueva i Showtime Resurrection Blvd. (2001-2002) jako Jorge Martinez. Wystąpił jako śledczy Eric Delko w serialach CBS: CSI: Kryminalne zagadki Las Vegas (2002) i CSI: Kryminalne zagadki Miami (2002–2012)
Można go było też dostrzec w wideoklipach do utworów: „Many Men (Wish Death)” (2003) w wykonaniu 50 Centa z Rorym Cochranem, „I Call It Love” (2006) Lionela Richie z Nicole Richie, „Respect My Conglomerate” (2009) Busty Rhymesa w roli oficera policji i „It Kills Me” (2009) Melanie Fiony.
Za rolę Tito w komediodramacie Stevena Soderbergha Magic Mike (2012) był nominowany do MTV Movie Award w kategorii „Najlepszy muzyczny moment”.
2 maja 2016 ożenił się z Grace Gail. Mają córkę Frankie Elle.

## Filmografia
- Prawo i porządek (Law & Order, 1990) jako Chino
- Nowojorscy gliniarze (NYPD Blue, 1993-2005) jako Policjant (gościnnie)
- Brooklyn South (1997-1998) jako oficer Hector Villanueva
- Felicity (1998-2002) jako Erik Kidd
- Roswell: W kręgu tajemnic (Roswell, 1999-2002) jako Jesse Esteban Ramirez
- CSI: Kryminalne zagadki Miami (CSI: Crime Scene Investigation, 2000) jako Eric Delko
- Details (2000) jako Chris
- Resurrection Blvd. (2000-2002) jako Jorge Martinez
- All Souls (2001) jako Patrick
- Sześć stóp pod ziemią (Six Feet Under, 2001-2005) jako Kenny Simms (gościnnie)
- Impostor: Test na człowieczeństwo (Impostor, 2002) jako Żołnierz
- King Rikki (2002) jako Alejandro
- CSI: Kryminalne zagadki Miami (CSI: Miami, 2002) jako Eric Delko
- Thanks to Gravity (2005) jako Elias
- Keeper of the Past (2005) jako Stanley
- Unknown (2006) jako Lekarz
- Splinter (2006) jako Martinez
- A Happy Death (2007) jako Will Roderick
- Cielito lindo (2007) jako Leonardo
- Take (2007) jako Steven
- Bohica  (2008) jako Diz
- Świry  (2010) jako Tommy
- Brzydula Betty jako Bobby
- Magic Mike (2012) jako Tito
- Magic Mike XXL (2015) jako Tito